# Micheal Azira
Micheal Azira (ur. 22 sierpnia 1987 w Kampali) – ugandyjski piłkarz występujący na pozycji obrońcy lub pomocnika, zawodnik amerykańskiego klubu Chicago Fire.
Posiada zieloną kartę, dzięki czemu w Major League Soccer zarejestrowany jest jako zawodnik amerykański.

## Życiorys

### Kariera klubowa
Micheal Azira karierę zaczynał w stołecznym Villa SC. Następnie wyjechał na studia do Stanów Zjednoczonych, gdzie grał w zespołach uniwersyteckich.
W 2014 roku trafił do Seattle Sounders FC. Dwa lata później został graczem innego z klubów MLS, Colorado Rapids.
Następnie był zawodnikiem w klubach: Colorado Springs Switchbacks FC i Montreal Impact.
7 sierpnia 2019 podpisał kontrakt z amerykańskim klubem Chicago Fire, umowa do 31 grudnia 2020. 

### Kariera reprezentacyjna
Do reprezentacji Ugandy powoływany jest od 2013 roku, ale zadebiutował w niej dopiero 12 listopada 2016. Został powołany na Puchar Narodów Afryki 2017.